# Emma Booth (Sängerin)
Emma Booth (* 1974 in Bridgend, Wales), bekannt als Emma, ist eine ehemalige britische Sängerin.

## Werdegang
Emma Booth ist die Tochter von John Booth, einem ehemaligen Mitglied der britischen Band Union Express. 1990 nahm sie im Alter von 15 Jahren an A Song for Europe, der britischen Vorentscheidung zum Eurovision Song Contest, teil. Ihr Beitrag Give a Little Love Back to the World wurde von Paul Curtis, einem weiteren Mitglied von Union Express, geschrieben. Emma erhielt beim Televoting 97625 Stimmen, konnte sich damit mehr als deutlich gegen den Zweitplatzierten John Mills mit 38966 Stimmen durchsetzen und gewann damit das Ticket für Zagreb. 
Beim Eurovision Song Contest 1990 hätte sie fast nicht teilnehmen dürfen: Die EBU hatte die neue Regel eingeführt, dass jeder Teilnehmer mindestens 16 Jahre alt sein muss; da die Sängerin aber kurz vor ihrem 16. Geburtstag stand, hat die EBU ihre Teilnahme dennoch zugelassen. Mit 87 Punkten erreichte sie den sechsten Platz unter 22 Teilnehmern. Kommerziell war der Beitrag kein großer Erfolg und kam nur auf Platz 33 in den Single-Charts. Andererseits war es der erste britische Beitrag seit 1984, der die Top-40 erreichte. Nach dem Wettbewerb veröffentlichte sie noch die Single Dance All Night, die sich aber nicht in den Charts platzieren konnte. Kurz darauf zog sie sich aus dem Musikgeschäft zurück und tritt heute nicht mehr auf. 